# Bruta animalia ratione uti
Il Bruta animalia ratione uti o Grillo (in greco antico: Περὶ τοῦ τὰ ἄλογα λόγῳ χρῆσθαι?) è un'opera letteraria di Plutarco, catalogata all'interno dei Moralia, strutturata come un dialogo o una diatriba cinica.

## Struttura
Il dialogo inizia con Odisseo che, in procinto di andare via dall'isola di Circe, chiede alla maga di liberare i greci precedentemente trasformati in bestie. Circe dichiara di essere disposta ad accontentarlo, purché l'Itacese convinca il loro portavoce, Grillo, mutato in maiale.
Odisseo, dunque, prova a convincere Grillo che la vita da uomini sia meglio di quella animale, con opportune controbattute del maiale, che alla fine (con una pointe finale che rovescia lo stereotipo del maiale come bestia stupida) dimostrerà che la condizione animale è superiore sotto ogni aspetto a quella umana. 